# جائزة إمباير لأفضل ممثل مساعد
جائزة إمباير لأفضل ممثل مساعد هي إحدى جوائز إمباير يتم تقديمها بشكل سنوي من قبل مجلة الأفلام البريطانية إمباير انطلقت للمرة الأولى في سنة 2014 وكان الممثل الألماني الأيرلندي مايكل فاسبندر أول فائز بهذه الجائزة عن دوره في فيلم 12 سنة عبد.